# Línia Lleida - la Pobla de Segur
La línia ferroviària Lleida - la Pobla de Segur uneix Lleida, Balaguer, Tremp i la Pobla de Segur com a nuclis més importants connectant el Pla de Lleida i el Prepirineu. El 1924 s'obrí el tram fins a Balaguer i el 1951 arribà a la Pobla. La infraestructura és propietat de FGC (l'operador ferroviari de la Generalitat) d'ençà de 2005, que també assumí el 2016 l'operació amb la compra d'unitats de tren de pròpies, la sèrie 331.
Hi ha 10 serveis diaris per direcció entre Lleida i Balaguer, 6 dels quals finalitzen son trajecte de la línia RL1, els 4 que resten de la línia RL2 continuen el trajecte fins a la Pobla de Segur.
El 70% del volum d'usuaris es concentra en el primer tram. A més s'ofereix un servei de caràcter turístic sota la marca Tren dels Llacs.
Es triga uns vint-i-sis minuts a fer el traçat Lleida-Balaguer i una hora i trenta-cinc minuts com a màxim per recórrer íntegrament el trajecte fins a la Pobla.
Els horaris dels trens estan coordinats amb els busos que inicien trajecte de l'estació de la Pobla de Segur i van cap a Sort i Esterri d'Àneu lligats a cada sortida i arribada i durant l'estiu, cap a la Vall Fosca fins al telefèric de l'Estany Gento, amb dues expedicions diàries.

## Història

### Els inicis: Transpirinenc Central
El tram entre Lleida i la Pobla de Segur és només una secció d'una gran línia internacional de 850 km que havia d'unir Baeza (Jaén), amb la comuna francesa de Sent Gironç (l'Arieja), passant per Albacete, Utiel, Terol i Alcanyís. Pel tram català s'aprofitaria la línia Lleida-Balaguer (inaugurada l'1 de febrer de 1924 i construïda per l'estat) i es perllongaria cap a la frontera travessant els Pirineus pel port de Salau.
L'any 1926, durant el règim de Primo de Rivera s'aprovà l'anomenat Pla de Ferrocarrils d'Urgent Construcció, conegut per Pla Guadalhorce per Rafael Benjumea Burín, comte de Guadalhorce, el ministre que l'impulsà. Aquest pla preveia la construcció de milers de quilòmetres de noves línies fèrries que haurien de millorar les comunicacions de Madrid amb la resta de la península i França. L'adveniment de la Segona República, però, comportà la suspensió del Pla i la posterior guerra civil impossibilità l'execució de moltes de les grans obres públiques projectades a l'època. Per tot això de la línia Baeza-Lleida-St. Girons només se'n construí alguns trams inconnexes que no van arribar a entrar en funcionament.

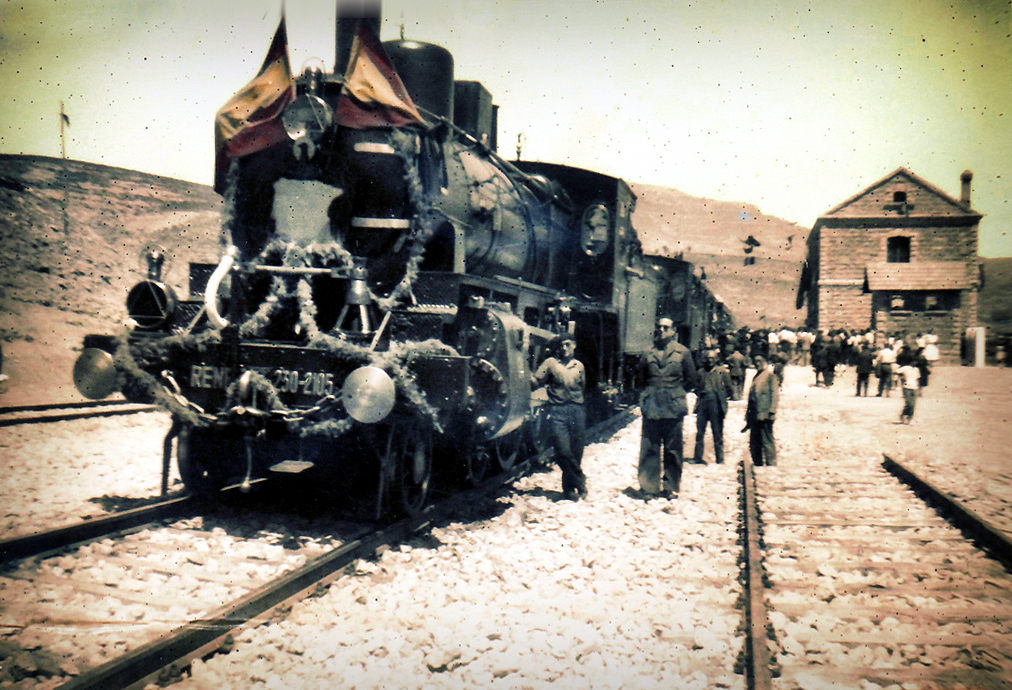
El 1949 la línia es perllonga fins a Cellers, el 1950 fins a Tremp i el 1951 fins a la Pobla de Segur.

Amb la instauració de la dictadura franquista es recuperà el Pla Guadalhorce i es reinicià la construcció de noves línies ferroviàries per la nova empresa estatal, Renfe. Així doncs, el tren arribaria a Cellers el 1949, a Tremp el 1950 i a la Pobla de Segur el 13 de novembre de 1951.
L'any 1962, per recomanació del Banc Mundial, l'Estat espanyol va decidir aturar la construcció de noves línies fèrries i concentrar-se en la millora de les ja operatives. Això va suposar que el govern paralitzés la línia Baeza-Saint-Girons; al tram sud es va desaprofitar el tram entre Baeza i Utiel, pràcticament finalitzat, i al nord es descartà la interconnexió amb França a favor de les de Canfranc i Puigcerdà, ja operatives. Conseqüentment, la línia que hauria d'haver travessat el cor dels Pirineus moriria a la Pobla de Segur, tot i haver arranjat ja el terreny per perllongar-la fins a Sort.

### Línia secundària i decadència
Durant la dècada dels 60 i els 70 Espanya va viure una gran popularització del vehicle privat, que cada cop era més assequible per a les economies familiars, juntament amb el gradual despoblament de zones rurals com els Pirineus. El transport per carretera va desplaçar el ferroviari a un segon pla, i tant les inversions governamentals (concentrades en ampliar i millorar la xarxa de carreteres) com el passatge de les línies en actiu minvà notablement.
Entrats els 80, el nou govern de Felipe González prioritzà l'ingrés d'Espanya a la Comunitat Econòmica Europea. Una de les mesures preses per assolir el sanejament econòmic requerit per accedir a la CEE fou establir el 1984 un "contracte-programa" amb Renfe que comprometria l'ens ferroviari a racionalitzar la despesa per continuar sent subvencionada. Una de les clàusules del contracte ordenava que l'1 de gener de 1985 s'haurien de tancar totes les línies considerades "altament deficitàries", és a dir, aquelles que no podien generar el 23% de la seua despesa en concepte d'ingressos. D'altra banda, però, les comunitats autònomes, diputacions i altres ens locals podrien evitar el tancament d'aquelles línies que transcorreguessin pel seu territori si es comprometien a sufragar els costos que generessin.

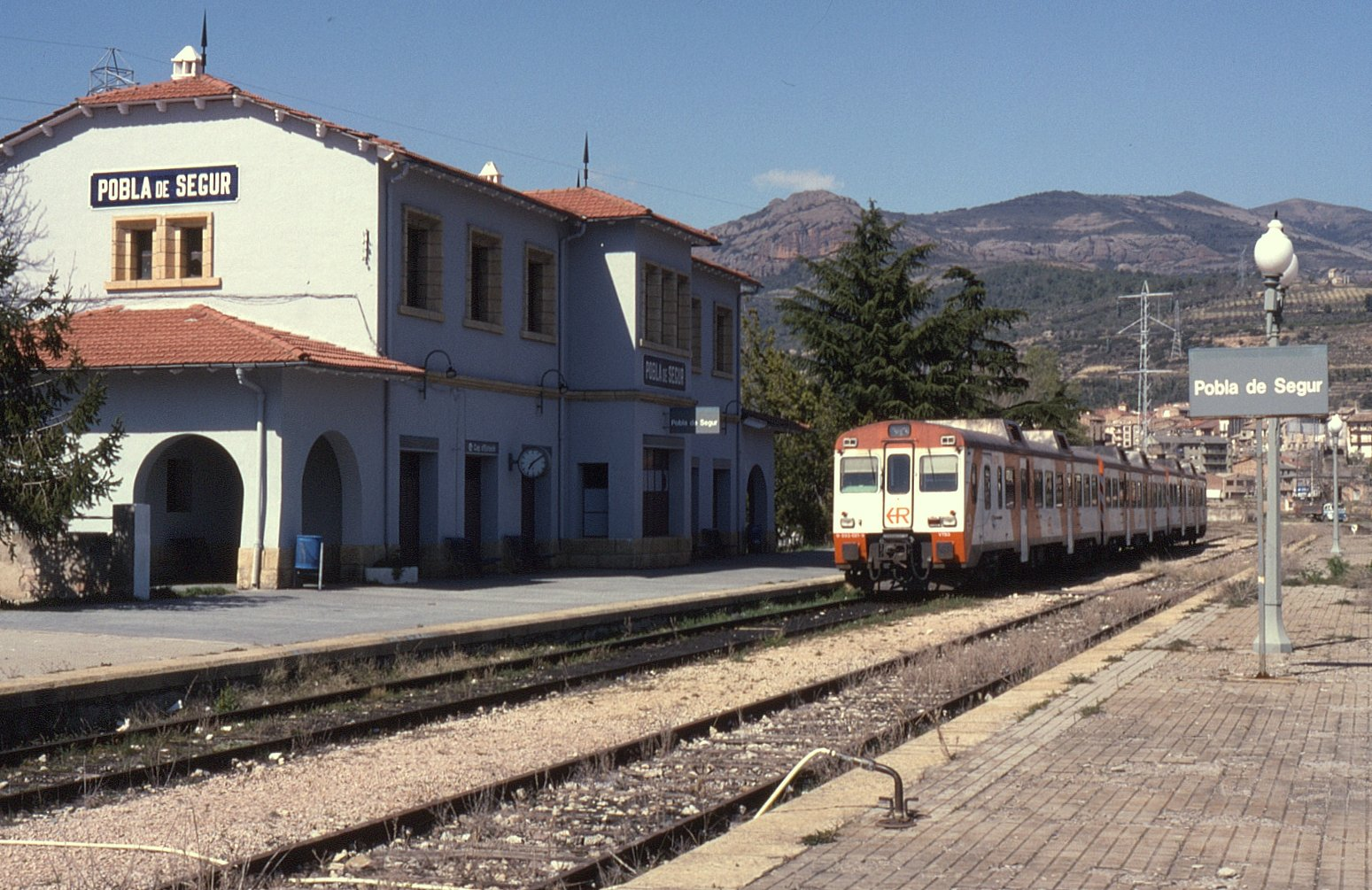
El 1984 s'evita el tancament de la línia

Una de les línies assenyalades per a ser tancada fou la Lleida - la Pobla de Segur, fet que fou immediatament criticat per les institucions del territori i la Generalitat de Catalunya. Els usuaris de la línia iniciaren una campanya per a evitar el seu tancament sota el lema «Volem lo tren!». Finalment, la línia s'assegurà la seua supervivència gràcies a un acord entre Renfe i les institucions catalanes (Diputació de Lleida i Generalitat), que sufragarien a parts iguals el cost d'operar el ferrocarril, taxat en 67,6 milions de pessetes per a l'any 1985. Addicionalment, ambdues parts invertirien 120 milions més per a millorar la infraestructura ferroviària.
Des d'aquell moment s'inicià una llarga batalla política entre el govern català i el govern estatal per aconseguir que es traspassés la línia a la Generalitat. El principal escull fou que el govern socialista de González i posteriorment el popular d'Aznar exigien una compensació econòmica (al voltant dels 1.000 milions de pessetes) pel traspàs, quelcom inacceptable pels catalans perquè la línia exigia una gran inversió econòmica a causa del seu pèssim estat de conservació.
Finalment, però, el govern de Rodríguez Zapatero acordà el 2004 el traspàs gratuït de la línia a la Generalitat, que es feu efectiu a partir de l'1 de gener de 2005. Segons les condicions de l'acord, el govern català passaria a ser propietari de tota la infraestructura des del quilòmetre 1,927 fins a la Pobla, i tindria dret a utilitzar la via des d'aquest mateix quilòmetre fins l'estació Lleida-Pirineus i a fer-ne ús. Paral·lelament, Ferrocarrils de la Generalitat de Catalunya i Renfe signaren un conveni segons el qual l'ens estatal es fa càrrec de gestionar la línia i aportar material mòbil perquè la companyia catalana no disposava encara de recursos propis adients.

### Traspàs a la Generalitat de Catalunya i renovació

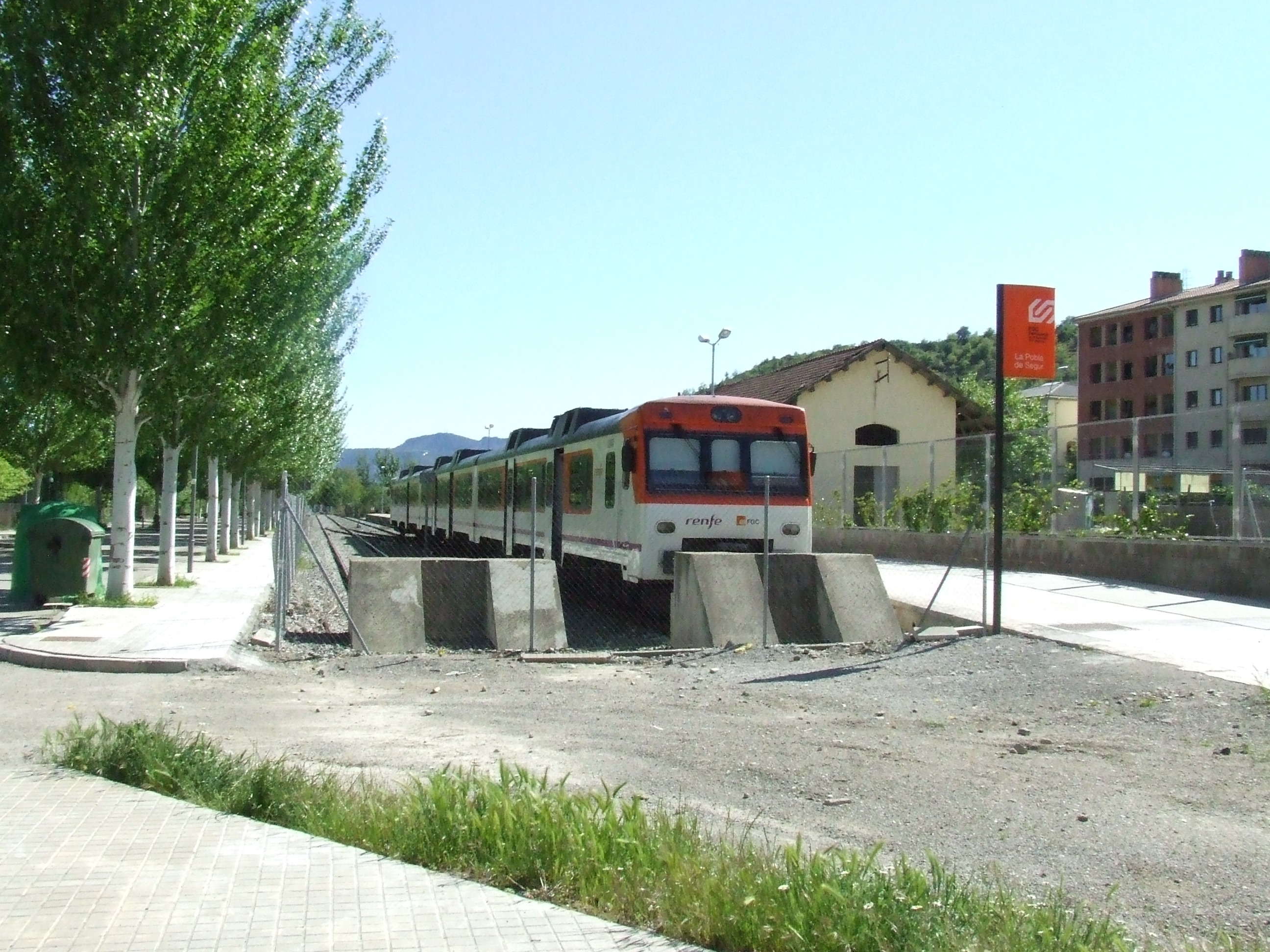
El 2004 la lìnia passa a càrrec de la Generalitat de Catalunya i durant el 2005 i 2006 s'hi realitzaren tasques de renovació

Una de les primeres mesures preses pel govern català per revitalitzar la línia fou renovar la via des de Balaguer fins a la Pobla (el tram Balaguer-Lleida ja es renovà, amb material de segona mà, el 2002). Les obres, amb un pressupost de 60 milions d'euros, s'iniciaren el juny de 2005, es perllongaren durant un any i aconseguiren que el trajecte entre la capital lleidatana i el municipi pallarès es fes en una hora i cinquanta minuts, aproximadament deu minuts menys del que es trigava abans de la remodelació. Mentre s'executaven les obres un bus substitutori cobrí el trajecte entre la capital de la Noguera, la Pobla i, com a extensió del servei, Sort. Al tram que va romandre obert s'aprofità la disponibilitat de material mòbil per augmentar les freqüències entre Balaguer i Lleida, amb bona acceptació entre els usuaris. El 2006 Renfe substituí part del material mòbil que circula per la línia amb nous trens, cosa que va permetre mantenir les noves freqüències entre la capital del Segrià i la de la Noguera, tot i que entre aquesta i la Pobla continuaren sent les mateixes que abans del traspàs, tres al dia.
La línia va veure incrementat considerablement el seu nombre de passatgers des que fou propietat de FGC, la qual anuncià que pretenia oferir un servei de rodalies entre Lleida i Balaguer i potenciar el vessant turístic de la línia en el tram Balaguer - la Pobla.
A la fi de 2006 s'adequà i reobrí al públic l'estació de Tremp i s'hi instal·là un bar als baixos de l'edifici on també s'expedeixen els bitllets, seguint un model que ja aplica Rodalies de Catalunya en algunes de les estacions a l'àrea de Barcelona.
Des de l'abril de 2008 la línia forma part del sistema tarifari integrat de l'Autoritat Territorial de la Mobilitat de l'Àrea de Lleida, el que permet utilitzar un mateix bitllet i transbordar gratuïtament entre el tren (de Lleida fins a Àger, límit de l'àmbit territorial de l'ATM Lleida) i les diverses línies d'autobús urbans i interurbans que formen part del STI lleidatà. Per a fer-ho efectiu, les estacions i el personal disposen d'aparells capaços de llegir targetes sense contacte.
Per explotar el vessant turístic de la línia FGC creà el 2009 la marca Tren dels Llacs, fent referència als diversos embassaments que el tren envolta durant bona part del trajecte.
L'octubre de 2011 el nou Govern de Catalunya anuncià que Renfe deixaria de gestionar la línia i que es convocaria un concurs per a cercar un nou operador. Tot i això Renfe continuaria vinculada a la línia aportant el seu material mòbil i també a través d'una participació minoritària a l'empresa guanyadora del concurs.
El gener de 2012 Renfe anuncià que reduiria a la meitat la freqüència de pas entre Lleida i Balaguer i deixaria un únic tren per sentit entre la capital de la Noguera i la Pobla de Segur. Segons el Govern, l'ocupació dels trens entre Lleida i Balaguer era del 8,3% i del 3,9% entre Balaguer i la Pobla, el que suposava una subvenció de 46,9 € per passatger. L'empresa denuncià també els alts costos que Renfe cobrava al govern anualment per operar la línia (3 milions d'euros) i es reafirmà en la intenció de cercar un nou gestor.
Les mesures anunciades foren criticades pels alcaldes del Pallars Jussà mentre que la Paeria de Lleida demanà que el Govern escoltés el territori a l'hora d'aplicar canvis a la gestió de la línia. Al seu torn, l'Associació per a la Promoció del Transport Públic considerava que aquestes retallades podien conduir la línia al seu tancament i defensaven que una millor gestió en podria augmentar la rendibilitat econòmica i social.
Usuaris de la línia també mostraren el seu rebuig a les xarxes socials i instaren a recuperar l'esperit de les protestes de 1984 per a evitar un eventual tancament de la línia.
El juny de 2012 la Generalitat aprovà la compra de dos trens per a la línia amb un cost de 9,4 milions d'euros. Ambdós són unitats d'un model d'ample ibèric ja existent al mercat que permet diverses configuracions segons la demanda. Amb l'adquisició es pretén que FGC o un operador privat gestionin directament la línia tot prescindint del contracte amb Renfe.
Les dues noves unitats 331 van ser presentades en societat el 16 de gener de 2016 pel nou President de la Generalitat, Carles Puigdemont, i el nou conseller de Territori i Sostenibilitat, Josep Rull, als dipòsits de Pla de la Vilanoveta, Lleida. Durant els mesos posteriors es va tramitar la seva homologació per circular per la xarxa RFIG a l'estació de Lleida-Prineus.

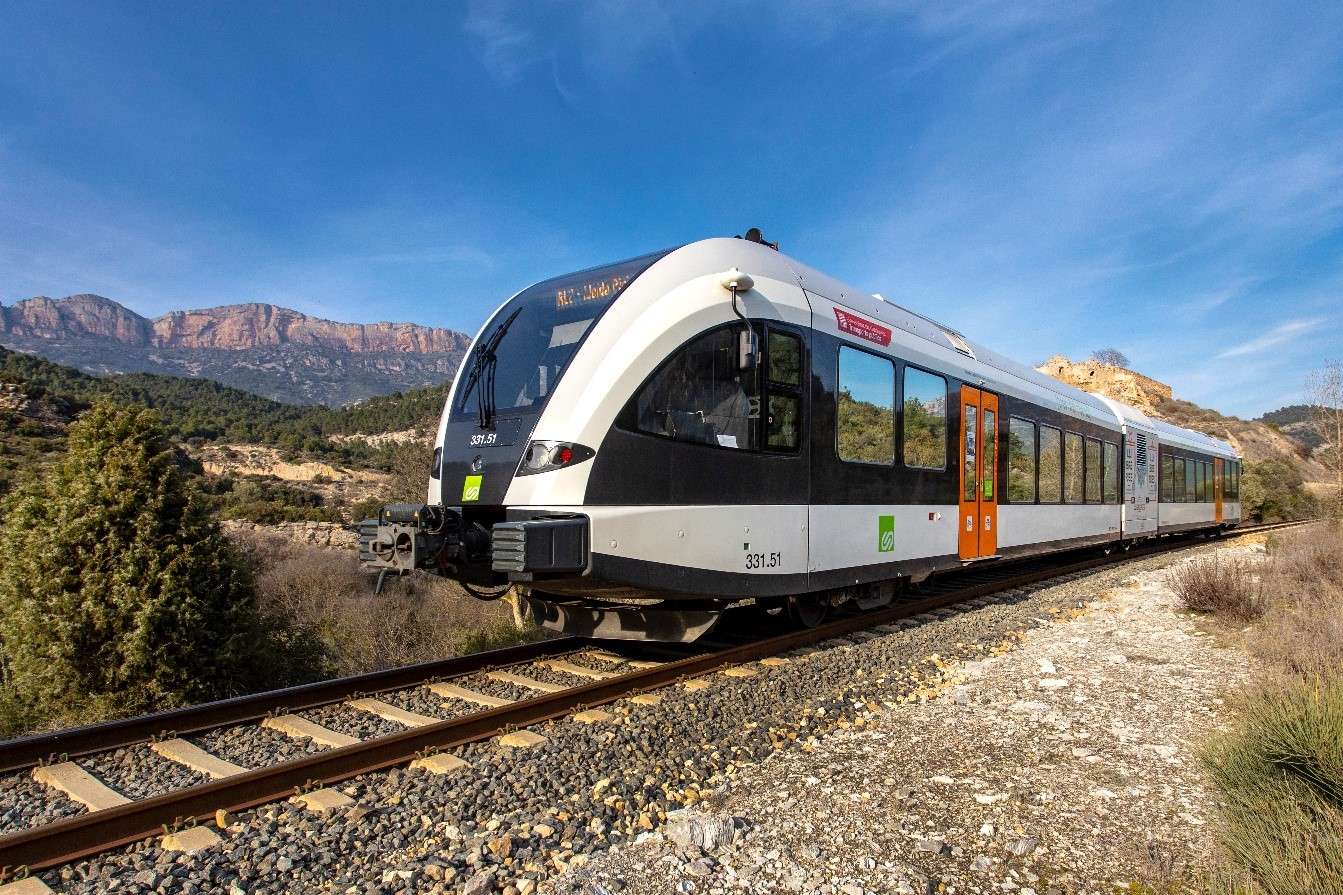
El 2016 FGC passa a operar la línia amb vehicles propis.

El 25 de juliol de 2016 entraren en servei els 2 nous trens de la sèrie 331 de FGC que substitueixen els trens de Renfe que s'utilitzaven fins al moment amb un increment de serveis i una reducció de temps de viatge d'uns 15 minuts en la totalitat del recorregut. També es modernitzà l'ús de noves tecnologies, com són el seguiment de trens en temps real via satèl·lit i l'ús de drons per controlar talussos.
Es va estrenar nomenclatura a la línia. El 13 de gener de 2018, els serveis entre Lleida i Balaguer passaren a denominar-se RL1, mentre que els arribaven a la Pobla de Segur es denominaren RL2. El mateix dia es convertiren 5 estacions més a demanda o facultatives.
El 22 de març del 2022 va arribar a l'estació de Vilanoveta la tercera unitat de la sèrie 331 de FGC. Després de les proves corresponents amb el tren entre Balaguer i La Pobla de Segur, la unitat 331.03 ja es troba en servei comercial.
El 18 de març del 2024 va entrar en servei el nou baixador del Polígon industrial del Segre, que dona servei als usuaris d'aquest polígon i de zones properes al mateix.

## Línies
| Xarxa    | Línia | Recorregut                          | Estacions |
| Rodalia  |       | Lleida Pirineus - Balaguer          | Lleida Pirineus - Polígon industrial del Segre (f) - Alcoletge (f) - Vilanova de la Barca - Térmens - Vallfogona de Balaguer (f) - Balaguer |
| Regional |       | Lleida Pirineus - La Pobla de Segur | Lleida Pirineus - Polígon industrial del Segre (f) - Alcoletge (f) - Vilanova de la Barca - Térmens - Vallfogona de Balaguer (f) - Balaguer - Gerb (f) - Sant Llorenç de Montgai (f) - Vilanova de la Sal (f) - Santa Linya (f) - Àger (f) - Cellers-Llimiana (f) - Guàrdia de Tremp (f) - Palau de Noguera (f) - Tremp - Salàs de Pallars (f) - La Pobla de Segur |

## Estacions i baixadors

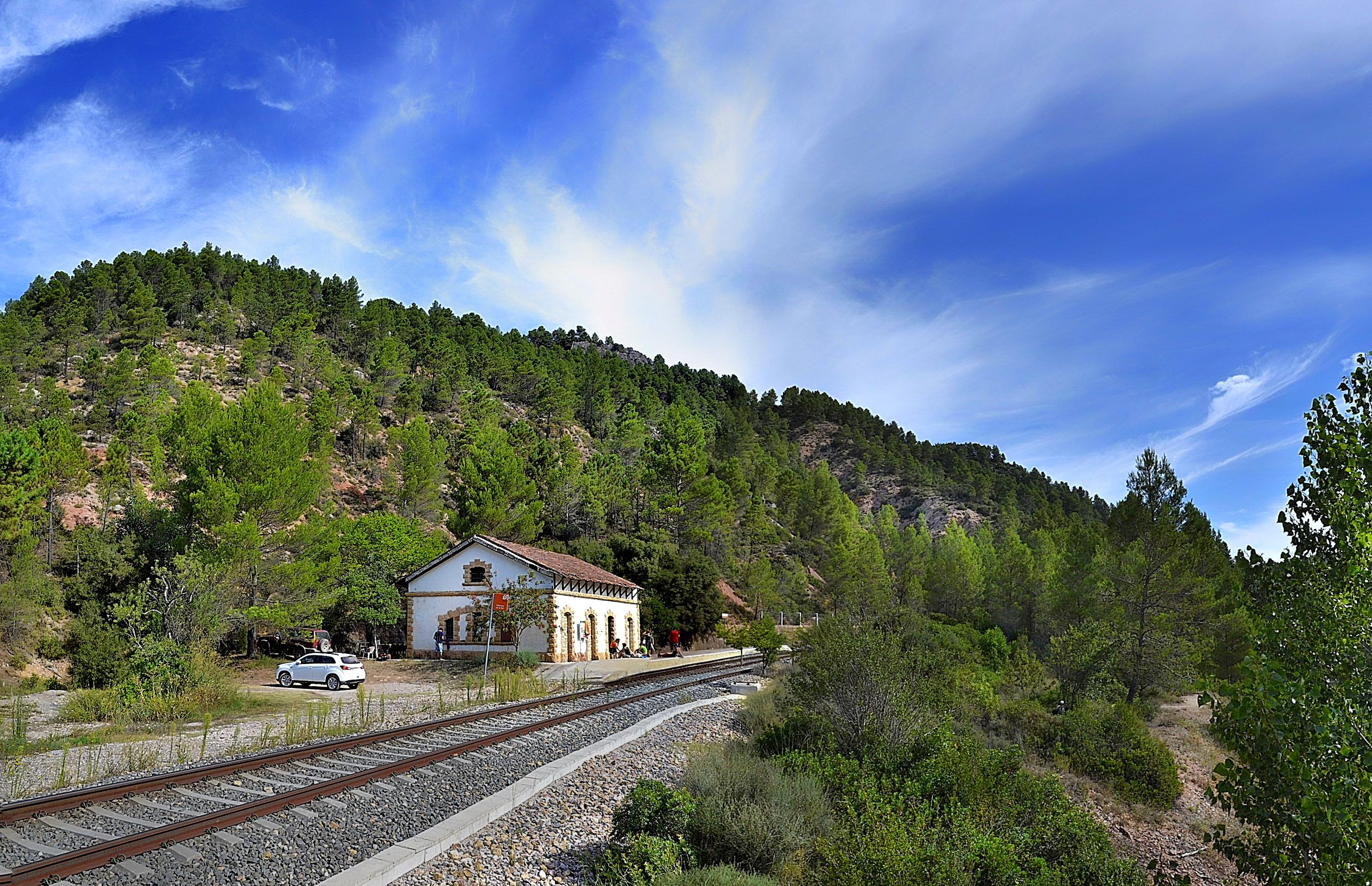
L'estació de Vilanova de la Sal és facultativa.

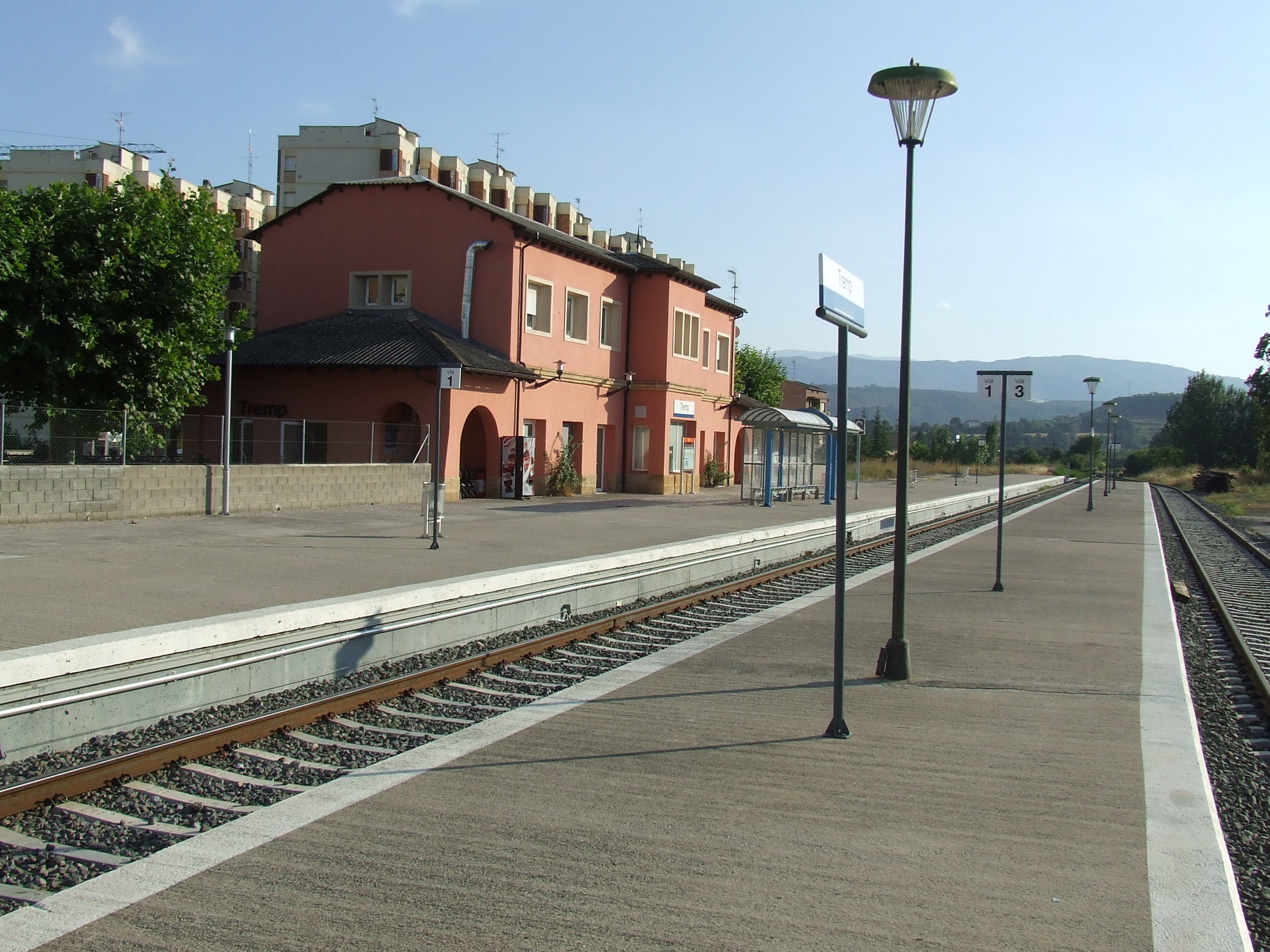
A l'estació de Tremp sempre s'hi fa parada.

La línia té 17 parades, algunes de les quals són facultatives, que significa que cal prémer el botó per sol·licitar la parada del tren a l'estació en qüestió. Per fer-ho possible, hi ha botons dins del tren i també a l'andana de totes les parades facultatives.
Només a Balaguer hi ha despatx de venda de bitllets, a la resta es compra el bitllet directament al revisor, a bord del tren. A Lleida Pirineus, tot i haver-hi taquilla i màquines d'autovenda de bitllets, només s'hi venen bitllets de Renfe. La llista d'estacions i baixadors d'aquesta línia és la següent: 
- Lleida Pirineus
- Polígon industrial del Segre*
- Alcoletge*
- Vilanova de la Barca
- Térmens
- Vallfogona de Balaguer*
- Balaguer
- Gerb*
- Sant Llorenç de Montgai*
- Santa Linya*
- Vilanova de la Sal*
- Àger*
- Cellers-Llimiana*
- Guàrdia de Tremp*
- Palau de Noguera*
- Tremp
- Salàs de Pallars*
- La Pobla de Segur

* Són parades facultatives o a demanda. És a dir, cal prémer el botó de sol·licitud de parada del tren o de l'estació en qüestió.

## Característiques tècniques

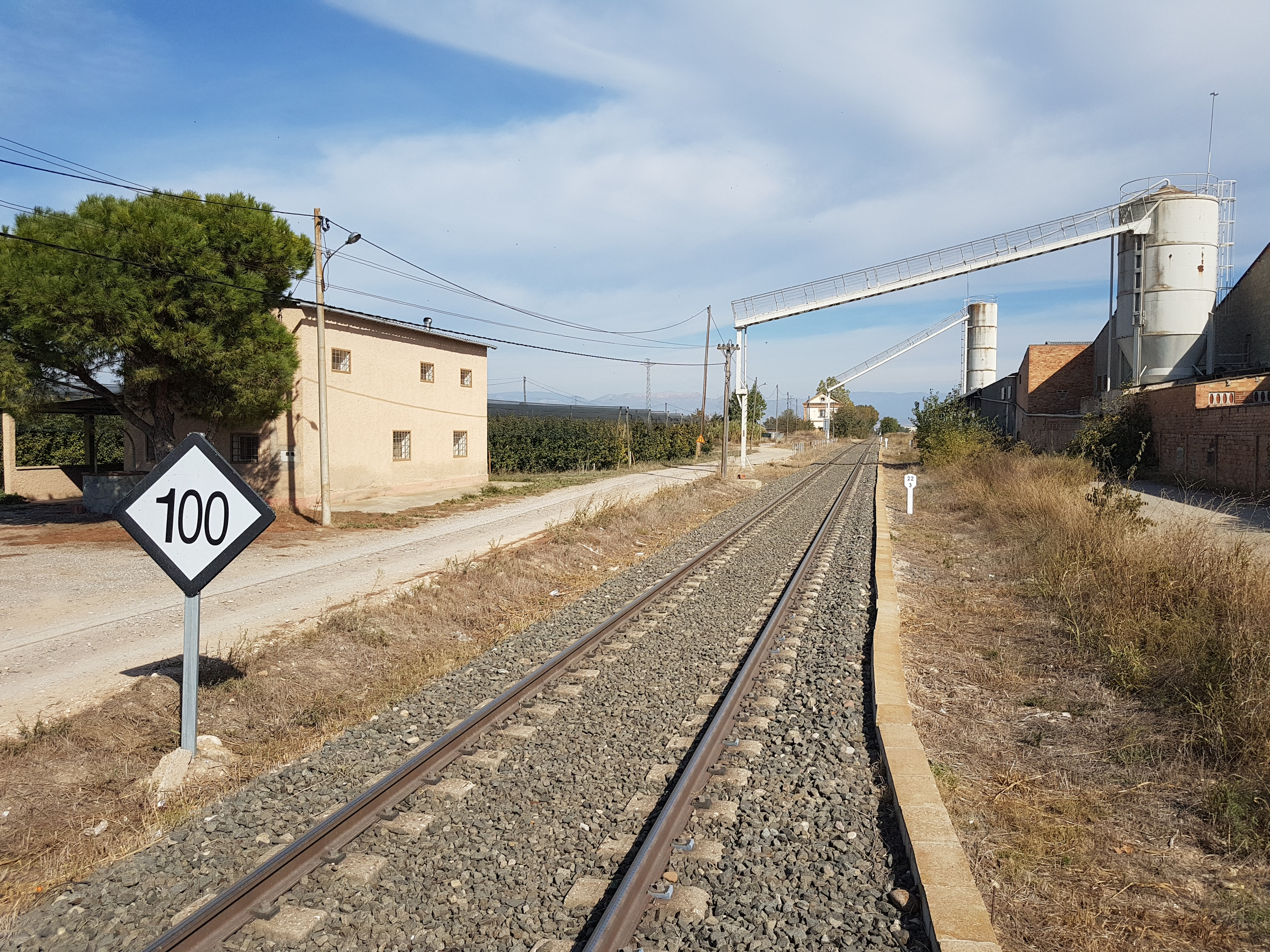
Secció de via a Vallfogona de Balaguer i senyalització de velocitat.

- Longitud: 89,35 km de via, sense electrificar.
- Ample de via: ibèric (1.668 mm).
- Unitats de tren: 3
- Ingressos: 490.000€ (2008), 750.000 € (2016)[23]
- Puntualitat: 99,35% (2016)[23]
- Estacions i baixadors: 17.
- Túnels: 41.
- Túnel més llarg: Coll de Porta (o Palau), amb 3.499 m sota la serra del Mont-roig.
- Ponts: 31.
- Pont més llarg: pont sobre el riu Segre a Balaguer, de 160 m
- Passos a nivell: 21.
- Tipus de bloqueig: telefònic.

Llistat de túnels des de Sant Llorenç de Montgai fins a Salàs de Pallars, que sumen un total de 14,5 km
| Número   | Nom                   | Longitud |
| -------- | --------------------- | -------- |
| 1        | Sant Llorenç          | 307 m    |
| 2        | Vilanova de la Sal I  | 196 m    |
| 3        | Coll de Porta o Palau | 3.495 m  |
| 4        | Vilanova de la Sal II | 141 m    |
| 5        | Sant Llorenç II       | 159 m    |
| 6        | Santa Linya I         | 1.022 m  |
| 7        | Santa Linya II        | 551 m    |
| 8        | Santa Linya III       | 137 m    |
| 9        | Santa Linya IV        | 113 m    |
| 10-11-12 | Artificial            | 1.348 m  |
| 13       | Àger                  | 495 m    |
| 14       | Monlus                | 237 m    |
| 15       | Calandra              | 54 m     |
| 16       | Vallesas              | 33 m     |
| 17       | Àger II               | 135 m    |
| 18       | Zoològic              | 116 m    |
| 19       | Del Pi                | 285 m    |
| 20       | Les Salines           | 119 m    |
| 21       | Baldria               | 108 m    |
| 21 bis   | Del Perdut            | 143 m    |

| Número | Nom              | Longitud |
| ------ | ---------------- | -------- |
| 22     | Saliso           | 79 m     |
| 23     | Pont             | 54 m     |
| 24     | Coberto          | 223 m    |
| 25     | Àger III         | 30 m     |
| 26     | Del Gall         | 28 m     |
| 27     | De la Jalana     | 323 m    |
| 28     | Ponsa            | 172 m    |
| 29     | Mito             | 144 m    |
| 30     | Del Fato         | 42 m     |
| 31     | Moranes          | 433 m    |
| 32     | Del Bosc         | 226 m    |
| 33     | Barcedana        | 233 m    |
| 34     | Barrinet         | 524 m    |
| 35     | Cellers          | 38 m     |
| 36     | Talarn           | 602 m    |
| 37     | Feixans          | 415 m    |
| 38     | Dels Homes Morts | 786 m    |
| 39     | Sant Antoni      | 421 m    |
| 40     | De Solana        | 421 m    |
| 41     | Salàs            | 175 m    |

## Material mòbil

### Trens dièsel

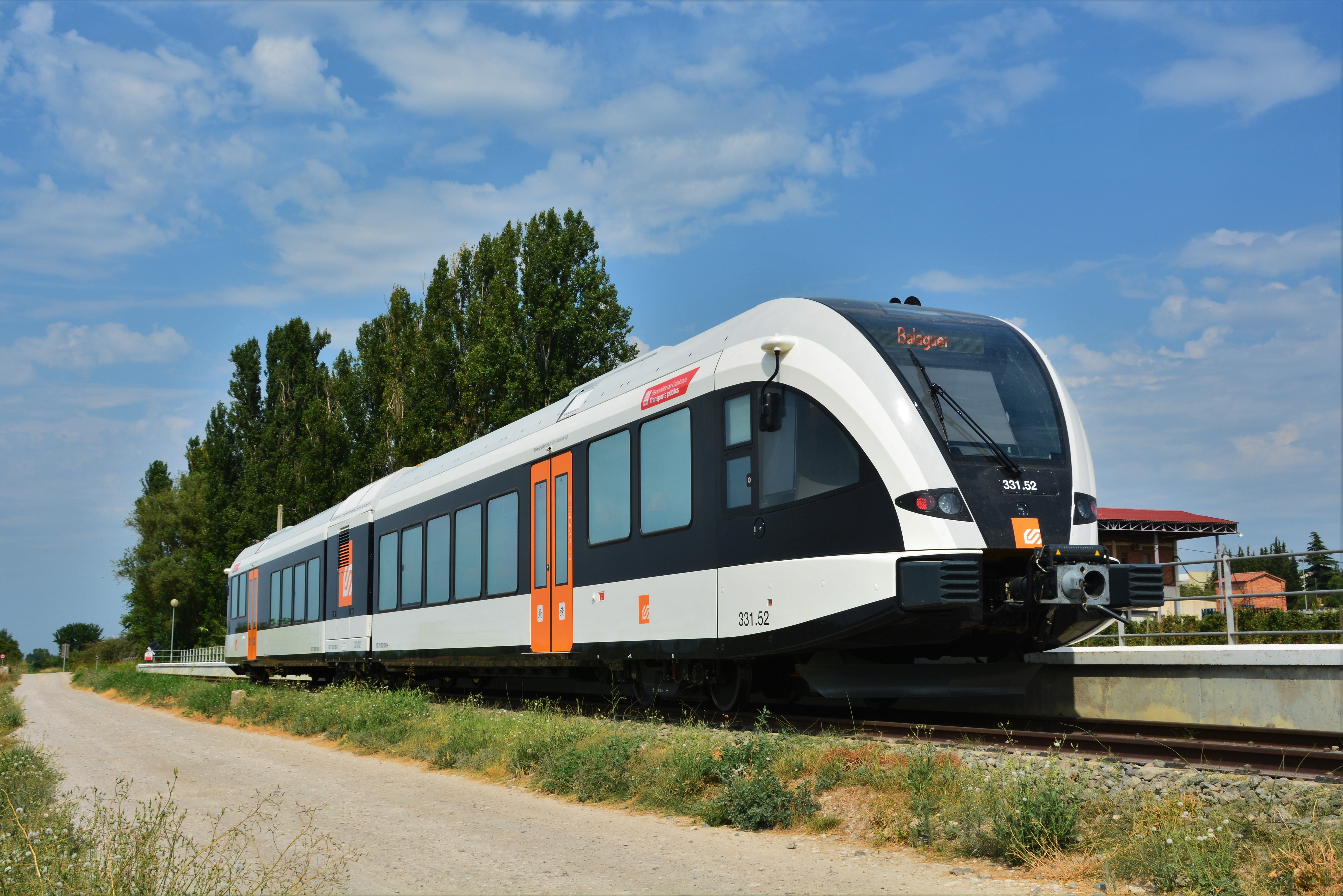
Unitat 331 a Alcoletge

El servei regular de la línia es realitza amb el següent material dièsel:
- 3 unitats de la sèrie 331 de FGC. Aquestes unitats constitueixen els primers trens fabricats sota comanda de FGC específicament per aquesta línia i van ser fabricats per l'empresa suïssa Stadler a la ciutat de Bussnang. Disposen d'una capacitat de 201 passatgers, amb 104 seients distribuïts en dos cotxes i assoleixen una velocitat màxima de 120 km/h.
- 331.01, 331.02 i 331.03

### Trens turístics

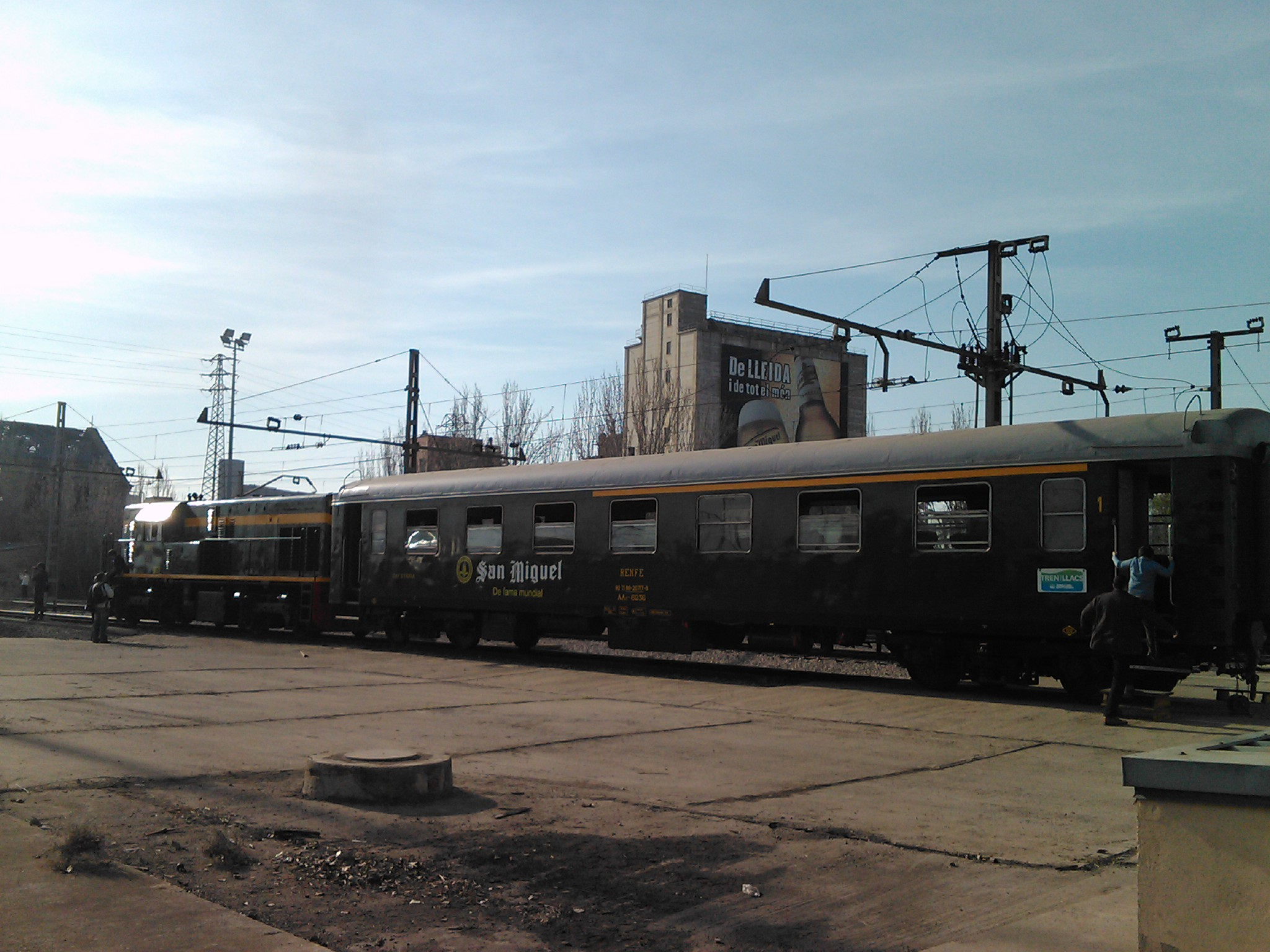
Tren dels Llacs amb una locomotora yeye

L'Associació per a la Reconstrucció de Material Ferroviari organitza circulacions especials amb aquest material clàssic:
- Locomotores dièsel 10.817, 10.820 i 10.838 popularment conegudes com a "yeye's".
- Locomotora de Vapor 282F-0421, popularment coneguda com a "La Garrafeta".

### Material retirat
Material de Renfe que ha deixat de se la operadora de la línia.
- Unitats 593, popularment conegudes com a "camells". Disposaven de 228 seients distribuïts en tres cotxes i podien assolir una velocitat màxima de 120 km/h. Tres d'aquestes d'unitats operaven el servei a la línia des de la dècada dels 80 fins al 2006. Renfe retirà aquesta sèrie del seu parc mòbil, desballestant els trens existents o reformant-los. De fet, les unitats 596 "tamagotxis" no són més que una modificació de les 593 emprant únicament els seus cotxes motors (reduint així les places i millorant-ne l'eficàcia en línies de poc trànsit com la de la Pobla).
- Unitats 592.2, popularment conegudes com a "supermans". Disposen de 200 seients distribuïts en tres cotxes i assoleixen una velocitat màxima de 140 km/h.
- Unitats 596, popularment conegudes com a "tamagotxis". Disposen de 56 seients distribuïts en un únic cotxe i assoleixen una velocitat màxima de 120 km/h.

## Ocupació
L'ocupació total de la línia durant els darrers anys és la següent:
| Any    | Passatgers | Ascensor   |
| ------ | ---------- | ---------- |
| 1985   | 450.000    | =          |
| 1998   | 121.626    | Disminució |
| 1999   | 104.875    | Disminució |
| 2000   | 90.017     | Disminució |
| 2001   | 91.708     | Augment    |
| 2002   | 105.233    | Augment    |
| 2003   | 117.000    | Augment    |
| 2004   | 117.467    | Augment    |
| 2005*  | 138.544    | Augment    |
| 2006*  | 204.940    | Augment    |
| 2007   | 244.334    | Augment    |
| 2008   | 256.745    | Augment    |
| 2009   | 239.192    | Disminució |
| 2010   | 226.961    | Disminució |
| 2011   | 224.600    | Disminució |
| 2012   | 97.023     | Disminució |
| 2013   | 72.650     | Disminució |
| 2014   | 66.883     | Disminució |
| 2015   | 60.205     | Disminució |
| 2016   | 111.241    | Augment    |
| 2017   | 191.475    | Augment    |
| 2018   | 221.504    | Augment    |
| 2019   | 251.483    | Augment    |
| 2020** | 104.697    | Disminució |
| 2021   | 207.367    | Augment    |
| 2022   | 277.914    | Augment    |
| 2023   | 372.229    | Augment    |
| 2024   | 446.037    | Augment    |

* El tram Balaguer - la Pobla de Segur va romandre tancat per obres entre juny de 2005 i juny de 2006.
** El tram Balaguer - la Pobla de Segur va romandre sense servei durant 8 mesos després que un tren topés amb una esllavissada a Àger, provocada pel temporal Glòria. L'any 2020 també es va veure afectat per la pandèmia de la covid-19.

### Previsió de creixement
Previsió de passatges des de 2022 fins al 2028
| Any  | Passatgers | Ascensor |
| ---- | ---------- | -------- |
| 2022 | 252.000    | Augment  |
| 2023 | 282.000    | Augment  |
| 2024 | 312.000    | Augment  |
| 2025 | 342.000    | Augment  |
| 2026 | 372.000    | Augment  |
| 2027 | 402.000    | Augment  |
| 2028 | 432.000    | Augment  |

### Dades per estació
Segons s'indica en la Memòria Anual d'FGC del 2016, i 2018 el nombre de viatges realitzats en el 2016 i 2018 segons l'estació d'origen és:
| Estació d'origen        | Viatges realitzats (2016) | Viatges realitzats (2018) | Ascensor (2016/2018) | Viatges * realitzats (2020) | Ascensor * (2018/2020) |
| ----------------------- | ------------------------- | ------------------------- | -------------------- | --------------------------- | ---------------------- |
| Lleida Pirineus         | 41.990                    | 88.815                    | Augment              | 37.851                      | Disminució             |
| Alcoletge               | 2.227                     | 3.984                     | Augment              | 3.335                       | Disminució             |
| Vilanova de la Barca    | 4.628                     | 7.792                     | Augment              | 3.959                       | Disminució             |
| Térmens                 | 6.385                     | 12.748                    | Augment              | 5.201                       | Disminució             |
| Vallfogona de Balaguer  | 1.497                     | 3.217                     | Augment              | 1.786                       | Disminució             |
| Balaguer                | 36.385                    | 70.058                    | Augment              | 38.558                      | Disminució             |
| Gerb                    | 353                       | 900                       | Augment              | 276                         | Disminució             |
| Sant Llorenç de Montgai | 1.778                     | 1.909                     | Augment              | 497                         | Disminució             |
| Vilanova de la Sal      | 170                       | 433                       | Augment              | 9                           | Disminució             |
| Santa Linya             | 134                       | 24                        | Disminució           | 23                          | Disminució             |
| Àger                    | 754                       | 899                       | Augment              | 100                         | Disminució             |
| Cellers-Llimiana        | 749                       | 1.126                     | Augment              | 102                         | Disminució             |
| Guàrdia de Tremp        | 227                       | 134                       | Disminució           | 6                           | Disminució             |
| Palau de Noguera        | 44                        | 27                        | Disminució           | 10                          | Disminució             |
| Tremp                   | 6.128                     | 10.264                    | Augment              | 6.350                       | Disminució             |
| Salàs de Pallars        | 422                       | 1.186                     | Augment              | 72                          | Disminució             |
| La Pobla de Segur       | 7.370                     | 17.988                    | Augment              | 6.562                       | Disminució             |
| TOTAL                   | 111.241                   | 221.504                   | Augment              | 104.697                     | Disminució             |

* El tram Balaguer - la Pobla de Segur va romandre sense servei durant 8 mesos després que un tren topés amb una esllavissada a Àger, provocada pel temporal Glòria. L'any 2020 també es va veure afectat per la pandèmia de la covid-19* 

## Projectes de futur
La creació del nucli ferroviari de rodalies a l'àrea de Lleida, previst al Pla de transport de viatgers de Catalunya (2008-2012), aposta per l'inclusió del tram entre Lleida i Balaguer i la seva potenciació. Ferrocarrils de la Generalitat de Catalunya estudia electrificar la línia entre el tram de Lleida-Balaguer un cop obtingui els trens per la futura línia el Prat - Aeroport ja que aquests trens són de les mateixes característiques que els de la línia Lleida - la Pobla de Segur.
Per a més llarg termini també s'ha estudiat la possible prolongació de la línia cap a Sort (des d'on podria dirigir-se a Esterri d'Àneu i França) o cap a la Seu d'Urgell i Andorra, un trajecte que podria necessitar d'un túnel de 20 km.